# Дорелл Райт
Дорелл Лоуренс Райт (англ. Dorell Lawrence Wright; нар. 2 грудня 1985) — американський професійний баскетболіст. Виступає за клуб НБА «Філадельфія Севенті-Сіксерс» під 4 номером. Позиція — легкий форвард.

## Кар'єра в НБА
Обраний на драфті 2004 під 19 номером клубом «Маямі Гіт». У дебютному сезоні провів за клуб лише 3 гри, набрав загалом 4 перехоплення та 7 очок.
У наступному сезоні Райт вперше вийшов на майданчик у стартовій п'ятірці.
У 2006 році Райт був наймолодшим гравцем у чемпіонському складі «Гіт».
21 серпня 2008 уклав новий контракт із клубом.
13 липня 2010 Райт підписав контракт із «Голден-Стейт Ворріорс».
29 грудня 2010 Райт встановив особистий рекорд результативності — 32 очка за гру.
13 квітня 2011 Райт увійшов в історію, як перший гравець, котрий у своєму сьомому сезоні у НБА набрав більше очок, ніж сумарно за попередні 6 сезонів.
11 липня 2012 Райт перейшов у «Севенті-Сіксерс».

### Статистика кар'єри в НБА

#### Регулярний сезон
| Сезон   | Команда                     | GP  | GS  | MPG  | FG%  | 3P%  | FT%   | RPG | APG | SPG | BPG | PPG  |
| ------- | --------------------------- | --- | --- | ---- | ---- | ---- | ----- | --- | --- | --- | --- | ---- |
| 2004–05 | Маямі Гіт                   | 3   | 0   | 9.0  | .273 | .000 | 1.000 | .3  | 1.0 | 1.3 | .0  | 2.3  |
| 2005–06 | Маямі Гіт                   | 20  | 2   | 6.6  | .465 | .500 | .882  | 1.6 | .4  | .2  | .1  | 2.9  |
| 2006–07 | Маямі Гіт                   | 66  | 19  | 19.6 | .445 | .147 | .744  | 4.1 | 1.4 | .6  | .7  | 6.0  |
| 2007–08 | Маямі Гіт                   | 44  | 34  | 25.1 | .488 | .364 | .826  | 5.0 | 1.4 | .7  | .9  | 7.9  |
| 2008–09 | Маямі Гіт                   | 6   | 0   | 12.2 | .400 | .000 | .333  | 3.3 | .3  | .3  | .0  | 3.0  |
| 2009–10 | Маямі Гіт                   | 72  | 1   | 20.8 | .463 | .389 | .884  | 3.3 | 1.3 | .7  | .4  | 7.1  |
| 2010–11 | Голден-Стейт Ворріорс       | 82  | 82  | 38.4 | .423 | .376 | .789  | 5.3 | 3.0 | 1.5 | .8  | 16.4 |
| 2011–12 | Голден-Стейт Ворріорс       | 61  | 61  | 27.0 | .422 | .360 | .816  | 4.6 | 1.5 | 1.0 | .4  | 10.3 |
| 2012–13 | Філадельфія Севенті-Сіксерс | 79  | 8   | 22.6 | .396 | .374 | .851  | 3.8 | 1.9 | .8  | .4  | 9.2  |
| 2013–14 | Портленд Трейл-Блейзерс     | 68  | 13  | 14.5 | .374 | .342 | .754  | 2.8 | .9  | .3  | .2  | 5.0  |
| 2014–15 | Портленд Трейл-Блейзерс     | 48  | 2   | 12.6 | .379 | .380 | .810  | 2.3 | .9  | .4  | .2  | 4.6  |
| Кар'єра |                             | 549 | 222 | 22.4 | .424 | .365 | .806  | 3.8 | 1.5 | .8  | .5  | 8.4  |

#### Плей-оф
| Сезон   | Команда                 | GP | GS | MPG  | FG%  | 3P%  | FT%   | RPG | APG | SPG | BPG | PPG |
| ------- | ----------------------- | -- | -- | ---- | ---- | ---- | ----- | --- | --- | --- | --- | --- |
| 2007    | Маямі Гіт               | 1  | 0  | 1.0  | .000 | .000 | .000  | .0  | .0  | .0  | .0  | .0  |
| 2009    | Маямі Гіт               | 1  | 0  | 3.0  | .000 | .000 | .000  | .0  | .0  | .0  | .0  | .0  |
| 2010    | Маямі Гіт               | 5  | 0  | 22.4 | .360 | .250 | 1.000 | 3.8 | 1.8 | .4  | .0  | 5.0 |
| 2014    | Портленд Трейл-Блейзерс | 8  | 0  | 11.0 | .368 | .333 | .733  | 2.0 | .4  | .4  | 1.1 | 3.6 |
| Кар'єра |                         | 15 | 0  | 13.6 | .364 | .300 | .8    | 2.3 | .8  | .3  | .6  | 3.6 |